# Homophylotis
Homophylotis is een geslacht van vlinders van de familie bloeddrupjes (Zygaenidae), uit de onderfamilie Procridinae.

## Soorten
- H. aenea Jordan, 1926
- H. albicillia (Hampson, 1900)
- H. annulipes Jordan, 1908
- H. assimilis Jordan, 1908
- H. catori Jordan, 1907
- H. chalcosoma Jordan, 1926
- H. doloides (Pagenstecher, 1900)
- H. melaleuca Jordan, 1908
- H. nigra Hampson, 1892
- H. obscurissimus (Holland, 1893)
- H. purpurata Jordan, 1908
- H. sciara Jordan, 1908
- H. thyridota Turner, 1904
- H. xanthosoma Jordan, 1908